# Сидоров, Илья Николаевич
Илья Николаевич Сидоров (22 сентября 1969, Ленинград) — советский и российский футболист, защитник, полузащитник.
Воспитанник ленинградского футбола. Начинал играть в дубле «Зенита». Единственный матч за основной состав провёл 29 августа 1987 года в Кубке Федерации футбола СССР против «Кайрата» (0:2). Играл в низших лигах СССР и России за клубы «Прометей-Динамо» СПб (1991—1992), «Эрзи» Петрозаводск (1993—1994), «Локомотив» СПб (1994), «Луч» Владивосток (1995, 1997).
В 1996 году провёл 16 матчей за «Елимай» Семипалатинск в чемпионате Казахстана.